# Битва под Радогощем
Битва под Радогощем (польск. Bitwa pod Radgoszczą) — первое вооружённое столкновение сторонников Тарногродской конфедерации с саксонскими войсками короля Августа II, произошедшее 8 октября 1715 года.
Услышав о беспорядках в Кракове, король Август II приказал гетману Сенявскому остановить бунт шляхты. Хотя Сенявский уклонился от этого требования, он явно не поддерживал и конфедератов. Это способствовало снижению авторитета гетмана и даже вызвало неприязнь к нему среди средней шляхты, составившей основу конфедерации. Сенявский приказал своим войскам, дислоцированным под Сандомиром, отойти во Львов и ждать развития ситуации. 
Саксонские контингенты остались в стране один на один с конфедератами, которые сразу же атаковали и окружили полк саксонских кирасиров под Радогощем. Кирасиры барона Овербека были легко разбиты. Погибло 230 саксонцев, 150 были взяты в плен, остатки полка рассеяны. В битве погибли саксонец граф Бенаф, 3 ротмистра и 2 поручика. Сдавшимся саксонским солдатам гарантировалось свободное возвращение домой. Однако по наущению Станислава Морштына, сандомирского воеводы, пленные были убиты. Вероломство шляхты привело в дальнейшем к ответной жестокости саксонцев. 